# Delomerista mandibularis
Delomerista mandibularis là một loài tò vò trong họ Ichneumonidae.